# Puig de Can Mic
El Puig de Can Mic és una muntanya de 1.136 metres que es troba entre els municipis de la Vall de Bianya, a la comarca de la Garrotxa i de Sant Pau de Segúries i Sant Joan de les Abadesses, a la comarca catalana del Ripollès.